# Vipera lotievi
Vipera lotievi е вид змия от семейство Отровници (Viperidae). Видът е почти застрашен от изчезване.

## Разпространение и местообитание
Разпространен е в Грузия и Русия.
Обитава места със суха почва, планини, възвишения, склонове, долини, ливади и степи.

## Описание
Популацията на вида е намаляваща.